# Frederick Agnew Gill
Frederick Agnew Gill (Castletown, 9 luglio 1873 – Lyndhurst, 4 giugno 1938) è stato un giocatore di polo britannico.
Partecipò al torneo di polo della II Olimpiade di Parigi del 1900. La sua squadra, l'anglo-francese Bagatelle Polo Club, fu sconfitta in semifinale e perciò vinse la medaglia di bronzo. Gill fu anche allenatore di polo del Ranelagh Club di Londra.

## Palmarès
| Anno | Manifestazione  | Sede   | Evento | Risultato |
| ---- | --------------- | ------ | ------ | --------- |
| 1900 | Giochi olimpici | Parigi | Polo   | Bronzo    |